# Arquidiócesis de Lagos
La arquidiócesis de Lagos (en latín: Archidioecesis Lagosensis y en inglés: Roman Catholic Archdiocese of Lagos) es una circunscripción eclesiástica de la Iglesia católica en Nigeria. Se trata de una arquidiócesis latina, sede metropolitana de la provincia eclesiástica de Lagos. Desde el 25 de mayo de 2012 su arzobispo es Alfred Adewale Martins.

## Territorio y organización
La arquidiócesis tiene 3345 km² y extiende su jurisdicción sobre los fieles católicos de rito latino residentes en el estado de Lagos.
La sede de la arquidiócesis se encuentra en la ciudad de Lagos, en donde se halla la Catedral de la Santa Cruz.
La arquidiócesis tiene como sufragáneas a las diócesis de: Abeokuta e Ijebu-Ode.
En 2021 en la arquidiócesis existían 184 parroquias.

## Historia
El vicariato apostólico de Dahomey fue erigido el 28 de agosto de 1860 con el breve Ut animarum del papa Pío IX, obteniendo el territorio del vicariato apostólico de las Dos Guineas (hoy arquidiócesis de Libreville). El nuevo distrito eclesiástico estaba entre los ríos Volta y Níger. La sede original del vicariato estaba en Ouidah. En 1864 se fundó la misión de Porto Novo y en 1868 la de Lagos.
El 24 de agosto de 1870 cambió su nombre por el de vicariato apostólico de la Costa de Benín con la breve Quae Christiano nomini del papa Pío IX. En 1874 se estableció la misión de Agoué.
El 26 de junio de 1883 cedió una porción de su territorio para la erección de la prefectura apostólica de Dahomey (hoy arquidiócesis de Cotonú).
El 25 de julio de 1889 cedió una porción de su territorio para la erección de la prefectura apostólica del bajo Níger (hoy arquidiócesis de Onitsha) mediante el decreto Ad fovendam magis de la Congregación de Propaganda Fide.
El 12 de enero de 1943 cedió otra porción de su territorio para la erección del vicariato apostólico de Ondo-Ilorin (hoy diócesis de Ondo) mediante la bula Ut in Nigeria del papa Pío XII. Al mismo cambió su nombre por el de vicariato apostólico de Lagos en virtud del decreto Cum Eminentissimi de la Congregación de Propaganda Fide.
El 23 de marzo de 1949 cedió otra porción de su territorio para la erección de la prefectura apostólica de Oyo (hoy diócesis de Oyo) mediante la bula Quo validius del papa Pío XII.
El 18 de abril de 1950 el vicariato apostólico fue elevado a arquidiócesis metropolitana con la bula Laeto accepimus del papa Pío XII.
El 13 de marzo de 1952 cedió una porción de su territorio para la erección de la prefectura apostólica de Ibadán (hoy arquidiócesis de Ibadán) mediante la bula Apostolica Sedes del papa Pío XII.
El 29 de mayo de 1969 cedió una porción de su territorio para la erección de la diócesis de Ijebu-Ode mediante la bula Ecclesiarum omnium del papa Pablo VI.
El 24 de octubre de 1997 cedió otra porción de su territorio para la erección de la diócesis de Abeokuta mediante la bula Cum ad aeternam del papa Juan Pablo II.

## Estadísticas
Según el Anuario Pontificio 2022 la arquidiócesis tenía a fines de 2021 un total de 3 343 675 fieles bautizados.
| Año                                                                             | Población            | Población  | Población      | Sacerdotes | Sacerdotes    | Sacerdotes    | Bautizados por sacerdote | Diáconos permanentes | Religiosos | Religiosos | Parroquias |
| Año                                                                             | Bautizados católicos | Total      | % de católicos | Total      | Clero secular | Clero regular | Bautizados por sacerdote | Diáconos permanentes | Varones    | Mujeres    | Parroquias |
| ------------------------------------------------------------------------------- | -------------------- | ---------- | -------------- | ---------- | ------------- | ------------- | ------------------------ | -------------------- | ---------- | ---------- | ---------- |
| 1950                                                                            | 59 511               | 1 044 000  | 5.7            | 9          | 9             |               | 6612                     |                      | 5          | 49         |            |
| 1970                                                                            | 110 000              | 2 600 000  | 4.2            | 60         | 14            | 46            | 1833                     |                      | 53         | 80         | 4          |
| 1980                                                                            | 250 000              | 4 000      | 6.3            | 55         | 15            | 40            | 4545                     |                      | 43         | 50         | 3          |
| 1990                                                                            | 1 200 000            | 5 761 000  | 20.8           | 94         | 43            | 51            | 12 765                   |                      | 56         | 70         | 4          |
| 1999                                                                            | 1 687 520            | 7 628 664  | 22.1           | 133        | 67            | 66            | 12 688                   |                      | 68         | 240        | 52         |
| 2000                                                                            | 1 721 270            | 7 781 237  | 22.1           | 127        | 74            | 53            | 13 553                   |                      | 55         | 239        | 53         |
| 2001                                                                            | 1 981 000            | 9 124 000  | 21.7           | 141        | 82            | 59            | 14 049                   |                      | 61         | 110        | 55         |
| 2002                                                                            | 2 020 620            | 4 306 480  | 46.9           | 131        | 74            | 57            | 15 424                   |                      | 59         | 116        | 58         |
| 2003                                                                            | 2 061 032            | 4 392 609  | 46.9           | 147        | 73            | 74            | 14 020                   |                      | 78         | 115        | 58         |
| 2004                                                                            | 2 164 083            | 4 524 387  | 47.8           | 184        | 100           | 84            | 11 761                   |                      | 88         | 123        | 61         |
| 2013                                                                            | 3 127 330            | 11 500 000 | 27.2           | 295        | 150           | 145           | 10 601                   |                      | 150        | 292        | 111        |
| 2016                                                                            | 3 274 000            | 12 276 000 | 26.7           | 347        | 185           | 162           | 9435                     |                      | 166        | 311        | 173        |
| 2019                                                                            | 3 528 000            | 13 440 300 | 26.2           | 489        | 265           | 224           | 7214                     |                      | 224        | 336        | 185        |
| 2021                                                                            | 3 343 675            | 13 075 000 | 25.6           | 498        | 269           | 229           | 6714                     |                      | 229        | 340        | 184        |
| Fuente: Catholic-Hierarchy, que a su vez toma los datos del Anuario Pontificio. |                      |            |                |            |               |               |                          |                      |            |            |            |

## Episcopologio
- Francesco Borghero, S.M.A. † (1861-1865 renunció)[14]
- Augustin Planque, S.M.A. † (1867-12 de mayo de 1891 renunció)[15]
- Jean-Baptiste Chausse, S.M.A. † (12 de mayo de 1891-30 de enero de 1894 falleció)
- Paul Pellet, S.M.A. † (15 de enero de 1895-1902 renunció)
- Joseph-Antoine Lang, S.M.A. † (19 de julio de 1902-2 de enero de 1912 falleció)
- Ferdinand Terrien, S.M.A. † (1 de marzo de 1912-3 de agosto de 1929 falleció)
- François O'Rourke, S.M.A. † (31 de marzo de 1930-28 de octubre de 1938 falleció)
- Leo Hale Taylor, S.M.A. † (13 de junio de 1939-6 de julio de 1965 renunció)
- John Kwao Amuzu Aggey † (6 de julio de 1965-13 de marzo de 1972 falleció)
- Anthony Olubunmi Okogie (13 de abril de 1973-25 de mayo de 2012 retirado)
- Alfred Adewale Martins, desde el 25 de mayo de 2012